# Biatec

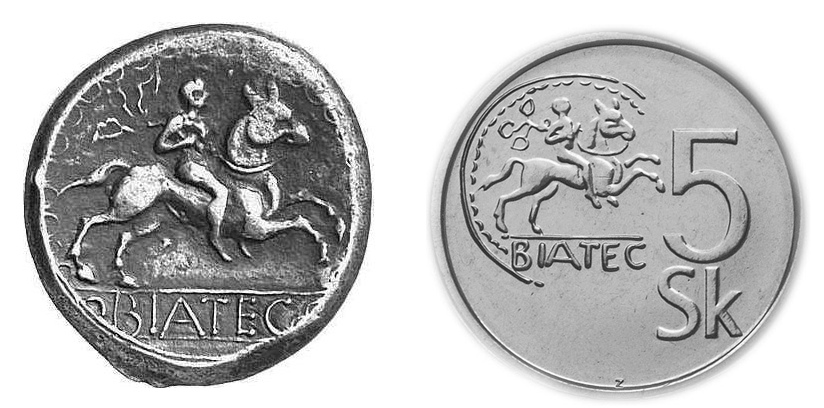
Monnaie de Biatec antique et reproduction moderne.

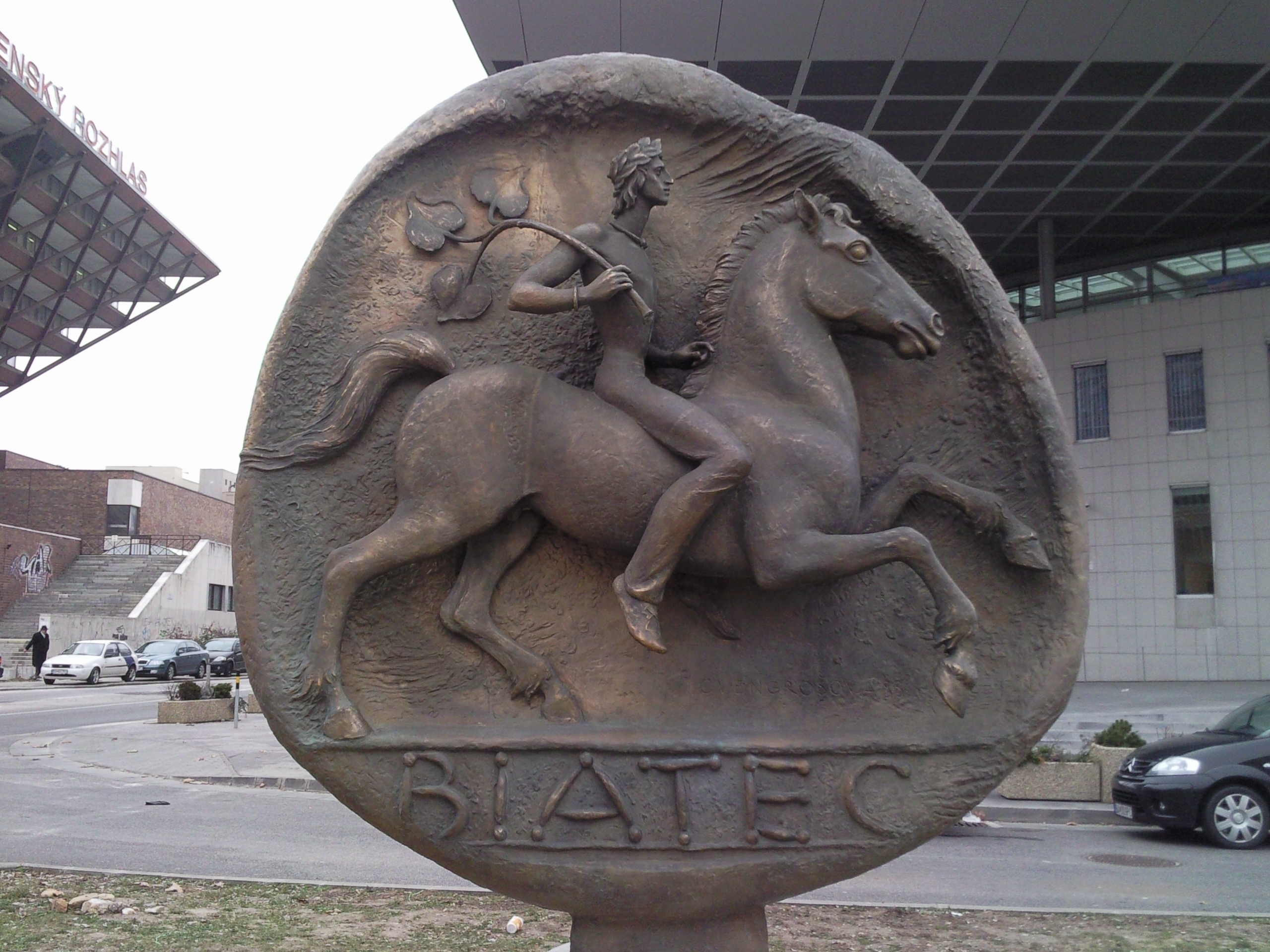
Sculpture Biatec à Bratislava, à la Banque nationale de Slovaquie.

Biatec est le nom d'une personnalité celte, qui appartenait au peuple des Boïens de Pannonie. Il nous est connu par une représentation équestre sur une monnaie d’argent : cette pièce est un tétradrachme datant du Ier siècle av. J.-C. retrouvé dans la région de Bratislava. Le mot Biatec (ou Biatex) est également utilisé comme nom de ces monnaies.
On en retrouve une évocation sur la pièce de 5 couronnes slovaques, utilisée jusqu'à l'adoption de l'euro.
Les pièces ont un diamètre de 25 millimètres et un poids de 16,5 à 17 grammes. Le revers représente souvent un chevalier, mais il présente également divers animaux mythologiques et réels.

## Sources
1. ↑  « Asociación Numismática Española »

- Venceslas Kruta, Les Celtes, Histoire et Dictionnaire, Éditions Robert Laffont, coll. « Bouquins », Paris, 2000,  (ISBN 2-7028-6261-6).